# Pang Wei
Pang Wei (Baoding, 19 juli 1986) (jiaxiang: Hebei, Baoding) is een Chinese mannelijke schietsporter die deel nam aan de Olympische Zomerspelen van 2008 in Peking. Hij won daar een gouden medaille. Hij won ook goud op de 2006 ISSF World Shooting Championships.
Pang Wei trouwde op 29 november 2009 met de tweevoudig olympisch kampioene schieten, Du Li. Samen hebben ze een zoon.

## Belangrijke competities
- 2006 WK schieten - 1st 10m air pistol
- 2007 World Cup Final schieten - derde 10m luchtpistool
- 2007 National Intercity Games - eerste 50m vrije pistool
- 2008 Olympische Zomerspelen 2008 - 10 m luchtpistool